# Pierrefitte-en-Beauvaisis
Pierrefitte-en-Beauvaisis település Franciaországban, Oise megyében. Lakosainak száma 365 fő (2022. január 1.). Pierrefitte-en-Beauvaisis Fouquenies, Herchies, Hodenc-en-Bray, Lhéraule, Le Mont-Saint-Adrien, La Neuville-Vault és Savignies községekkel határos.

## Népesség
A település népességének változása:
| Lakosok száma | 360  | 352  | 371  | 365  | 372  | 372  | 369  | 366  | 365  |
|               | 2013 | 2015 | 2016 | 2017 | 2018 | 2019 | 2020 | 2021 | 2022 |